# 老薑 (電影)
《老薑》是一部1999年上映的香港電影。由莊尼導演，監製為梁家仁，陳惠敏、陳鳳儀及陳豪領銜主演。

## 劇情
莫薑為一名黑社會老大，其有一個大佬叫金牙貴，兩人關係良好。
有一天，莫薑和金牙貴去了公園裏聊天，正兩人聊得開心時，突然有一個白髪的男人殺死了金牙貴，令莫薑傷心不已。另一天，社團集合，莫薑和另一個社團成員大喪說是一個白髪的男人殺了金牙貴，大喪卻說不相信，兩人開始罵戰，還好高佬明弄停了這場罵戰，並叫了社團的新話事人，就是金牙貴的兒子--Rocky，但其實他就是殺掉金牙貴的兇手--白髪的男人，他並開始對付莫薑，並離間薑和女兒的感情...

## 演員
| 演員   | 角色       | 粵語配音               | 備註 |
| 陳惠敏 | 莫薑       | 葉振聲                 | 薑叔 大佬 莫小鏇之父 阿黎之大佬 貴叔之好友 最後把Rocky帶去警局 |
| 陳 豪  | 金貴祥     | 張錦程 / 陳 豪（部分） | 本片終極大反派 Rocky 表面斯文，實際心狠手辣，為達到目的不擇手段 金牙貴之子，為了坐其的位子，不惜殺害其 莫薑之天敵 莫小鏇之男友，並利用其 最后綁架莫小鏇，但被莫薑及阿黎打至重傷，並被他們帶去警局，最后被判入獄二十年 |
| 陳鳳儀 | 莫小鏇     |                        | 莫薑之女，曾反目，后和好 金貴祥之女友，被其利用 最后被金貴祥綁架，后被莫薑救走 在真實世界裏其實和飾演莫薑的陳惠敏為兩父女                                                                                             |
| 黎強權 | 阿黎       |                        | 莫薑之手下 |
| 計祥龍 | 大喪       |                        | 社團人士，和莫薑不和 |
| 馬兆猛 | 高佬明     | 張錦程                 | 莫薑之手下 假扮投靠金貴祥 |
| 黃金堂 | 金牙貴     | 張錦程                 | 莫薑之大佬 金貴祥之父 后在公園裏和莫薑聊天時被金貴祥殺害 |
| 梁啟智 |            |                        | |
| 高俊傑 | 金貴祥手下 | 張錦程                 | |

## 外部連結
- 香港影庫上《老薑》的資料（繁體中文）